# Davar
Davar (em hebraico:  דבר, literal Palavra) foi um jornal diário língua hebraica publicado no Mandato Britânico da Palestina e Israel entre 1925 e maio de 1996.
Foi relançado em 2016, sob o nome Davar Rishon, que significa "primeira coisa", como uma loja online pela Histadrut.

## História

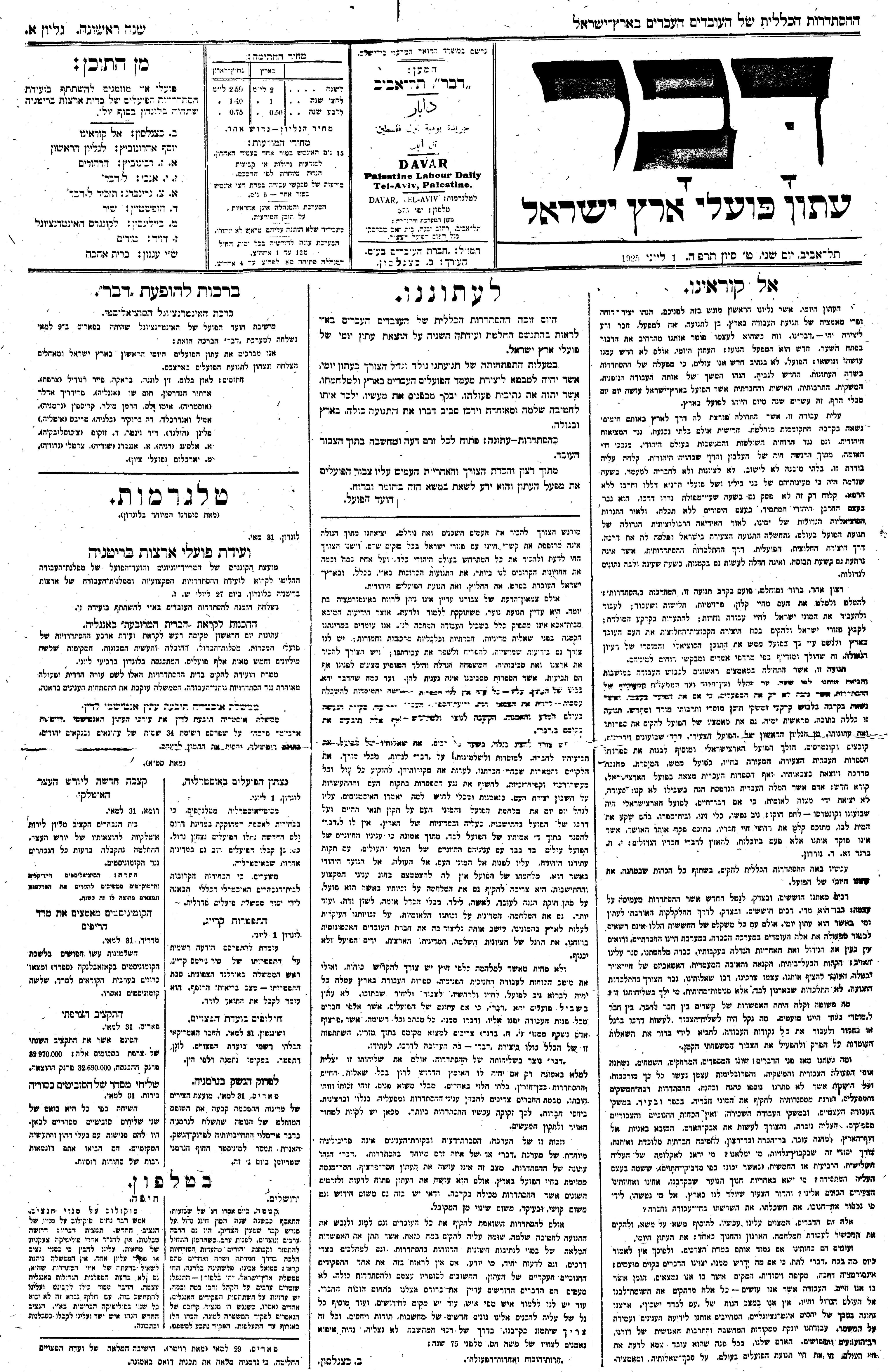
A primeira página do primeiro número de "Davar"

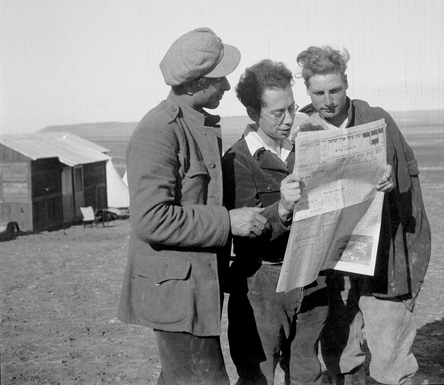
Lendo Davar no Kibutz en

Davar foi criado por Berl Katznelson [es] e Moshe Beilinson [ru], com Katznelson como seu primeiro editor, como o jornal da Histadrut. A primeira edição foi publicada em 1 de junho de 1925 sob o nome "Davar – Iton Poalei Eretz Yisrael" (literal "Davar – Jornal dos Trabalhadores de Terra de Israel").
O jornal teve sucesso e publicou vários suplementos, incluindo Devar HaPoelet ([Feminino] Worker's Davar, um jornal feminino), HaMeshek HaShitufi (Economia Cooperativa), Devar HaShvua (Davar Esta Semana) e Davar LeYeldim (Davar para Crianças), bem como o boletim do sindicato Va'adken (Atualizar). Em 1950, tinha cerca de 400 funcionários e um extenso sistema de distribuição.
Após a morte de Katznelson em 1944, Zalman Shazar, mais tarde Presidente de Israel, assumiu o cargo de editor. Hanna Zemer editou o jornal entre 1970 e 1990.
Após a formação do Partido Trabalhista pela fusão de Mapai,  Ahdut HaAvoda e Rafi [en] em 1968, LaMerhav [en], o jornal afiliado a Ahdut HaAvoda fundido em Davar. Sua última edição foi publicada em 31 de maio de 1971 com Davar, que oficialmente renomeou como "Davar – Meuhad Im LaMerhav" (literal "Davar – Unidos com LaMerhav").
Na década de 1980, o jornal estava em graves dificuldades financeiras. Depois que Zemer se aposentou em 1990, o jornal teve os editores conjuntos Yoram Peri e Daniel Bloch. Em meados de 1995, Ron Ben-Yishai [en] assumiu o cargo de editor e renomeou o jornal para Davar Rishon, tentando salvá-lo. Em 1996, Haim Ramon [en], presidente do Histadrut, fechou o jornal. Seu prédio na esquina das ruas Melchett e Shenkin [he] em Tel Aviv foi demolido e substituído por um bloco de apartamentos.
Em 2016, Davar Rishon foi relançado como uma publicação de notícias apenas na web. Em abril de 2019, o site foi fechado por várias semanas devido a uma disputa trabalhista, mas foi reaberto com uma nova redação. Em outubro de 2019 passou a publicar também uma edição em inglês. Em janeiro de 2020 começou a publicar uma edição em árabe.